# Andreas Gleich
Andreas Gleich (* 1625 in Erfurt; † 1693 in Gera) war ein deutscher Organist und Kirchenmusiker. 
Zunächst in Erfurt Theologie studierend, wechselte er auf Empfehlung des Bruders von Heinrich Schütz, Benjamin Schütz, zur Musik, wurde Schüler des Thomaskantors Johann Kuhnau und somit Enkelschüler von Heinrich Schütz. 1643 begleitete er Schütz auf seiner dritten Kopenhagenreise und wurde im selben Jahr „Kinder-Informator“ beim sächsischen General-Super-Intendenten Nikolaus Zapff in Weimar sowie Organist und Kirchenmusiker in Mellingen (bei Weimar). 1647 gab er in Dresden die Symphoniae sacrae II von Heinrich Schütz heraus (zusammen mit dem Hoforganisten Johann Klemm). 1648 wurde er auf Fürsprache von Heinrich Schütz Figuralkantor an der Geraer Lateinschule als Nachfolger von Peter Neander. Dieses Amt hatte er bis zu seinem Tod inne. Gleichs Sohn Johann Andreas wurde Hofprediger in Dresden.

## Werke
- Compendium musicum instrumentale. 1657, Heinrich Schütz gewidmet.